# Renata Salecl
Renata Salecl, slovenska filozofinja in sociologinja, * 9. januar 1962, Slovenj Gradec.
Renata Salecl, rojena 9. 1. 1962 v Slovenj Gradcu, je slovenska filozofinja, sociologinja in pravna teoretičarka. Je glavna raziskovalka na zasebnem Inštitutu za kriminologijo pri Pravni fakulteti v Ljubljani in profesorica na višji šoli Brikbeck v Londonu. Na Ekonomski šoli v Londonu je predavala nekaj časa kot gostujoča profesorica o čustvih in pravu. Prav tako vsako leto uči še na šoli Benjamina N. Cardoza v New Yorku, kjer se njena predavanja nanašajo na psihoanalizo in pravo. Od leta 2012 dalje kot gostujoča profesorica predava na oddelku za socialno znanost, zdravje in medicino na višji šoli King's College v Londonu. Poleg zgoraj naštetih dejavnosti je napisala tudi številne knjige, v katerih bralcem poda svoje razmišljanje in zaključke. Le-te so bile prevedene v več kot 13 jezikov. Zaenkrat je edina Slovenka, ki je spregovorila na konferenci TED. 

## Življenje in državljanski aktivizem
Saleclova je osnovno šolo od 1968 do 1976 obiskovala v Slovenj Gradcu, šolanje pa nadaljevala na gimnaziji Ravne na Koroškem. Leta 1980 je začela študirati filozofijo in sociologijo na Filozofski fakulteti na Univerzi v Ljubljani. V tem času se je prav tako povezala v krog intelektualcev na Ljubljanski šoli za psihoanalizo, kjer je kombinirala študij o Lacanovi psihoanalizi z nemškim idealizmom in kritično teorijo. V poznih 1980-ih je postala aktivna v levi liberalni opoziciji slovenskega komunističnega režima. Na prvih demokratičnih volitvah v Sloveniji aprila 1990 je neuspešno kandidirala za slovenski parlament na listi Zveze socialistične mladine Slovenije - Liberalne stranke. Po letu 1990 je zapustila strankarsko politiko, vendar je ostala aktivna v javnem življenju, še posebej kot komentator.
Poročena je bila s slovenskim filozofom Slavojem Žižkom, s katerim imata sina.

## Delo
Študirala je filozofijo na Univerzi v Ljubljani, kjer je diplomirala z diplomsko nalogo o Foucaultovi teoriji o moči, pod mentorstvom filozofa Božidarja Debenjaka. Od 1986 dela kot raziskovalka na Inštitutu za kriminologijo pri Pravni fakulteti v Ljubljani. 1991 je doktorirala na oddelku za sociologijo na Univerzi v Ljubljani pod nadzorom Draga Braca Rotarja. Njeno delo se osredotoča na povezavo prava, psihoanalize in kriminologije. Ukvarjala se je tudi s teorijo kaznovanja, analizo o skupnih značilnostih pozno-kapitalističnega vztrajanja na izbirah ter s povečanim občutkom tesnobe in krivde v post-modernih primerih. 
Saleclova je povezana med drugim tudi z gibanjem o kritičnih pravnih študijah. Kot profesorica je v svojem življenju učila pravo na pravnem oddelku na Ekonomski šoli v Londonu in zdaj redno obiskuje njihove oddelke za biološko znanost, biomedicino, biotehnologijo in sociologijo. Trenutno uči na pravni univerzi Birkbeck v Londonu. Velikokrat uči kot gostujoča profesorica na Pravni šoli Cardoso v New Yorku, Univerzi George Washington v Washingtonu in Humboldtovi univerzi v Berlinu. Bila je članica inštituta Institute for Advanced Study v Berlinu med letoma 1997 in 1998.
Redno piše tudi članke za različne evropske revije kot sta Delo (Ljubljana) in La Vanguardia (Barcelona)
Od leta 2020 je načelnica Oddelka za družbene vede I. razreda SAZU; je tudi podpredsednica Komisije za človekove pravice SAZU.

## Nagrade in priznanja
- leta 2002 je prejela nagrado Zoisovega sklada
- leta 2010 je bila imenovana za ,,Slovensko znanstvenico leta. Istega leta je bila prav tako nominirana za Delovo osebnost leta, ki jo je razglasil slovenski časopis Delo
- leta 2011 je bila imenovana kot najbolj uspešna Slovenka ter dobila naziv ONA 365, ki ga podeljuje slovenska revija ONA.
- leta 2017 je bila izvoljena za izredno članico Slovenske akademije znanosti in umetnosti (SAZU)
- leta 2025 redna članica SAZU

## Izbrana bibliografija

### V angleščini
- Salecl, Renata (1994). The spoils of freedom: psychoanalysis and feminism after the fall of socialism. London & New York: Routledge. ISBN 9780415073585.

- Salecl, Renata; & Žižek, Slavoj (1996). Gaze and voice as love objects. Durham, North Carolina: Duke University Press. ISBN 9780822318132.

- Salecl, Renata (1998). (Per)versions of love and hate. London & New York: Verso. ISBN 9781859842362.

- Salecl, Renata (2000). Sexuation. Durham, North Carolina: Duke University Press. ISBN 9780822324379.

- Salecl, Renata (2004). On anxiety. London & New York: Routledge. ISBN 9780203508282.

- Salecl, Renata (2010). Choice. London: Profile. ISBN 9781847652263.
- Salecl, Renata (2020). A Passion for Ignorance. Princeton: Princeton University Press. ISBN 9780691195605.

### V slovenščini
- Salecl, Renata (1993). Zakaj ubogamo oblast? Nadzorovanje, ideologija in ideološke fantazme do we love power? Control, ideology, and ideological phantasms. Ljubljana: Državna založba Slovenije. ISBN 9788634108538.

- Salecl, Renata; Kobe, Zdravko (2010). Disciplina kot pogoj svobode as the condition of freedom. Ljubljana: Krtina. ISBN 9789612600303.
- Salecl, Renata (2020). Strast do nevednosti. Ljubljana: Mladinska knjiga. ISBN 978-961-01-5886-8.

### Poglavja v knjigah
- Salecl, Renata (2013), "The myth of choice for children and parents: why we deny the harm being caused to our children", in Wild, Jim, Exploiting childhood: how fast food, material obsession and porn culture are creating new forms of child abuse, London: Jessica Kingsley Publishers, pp. 98–109, ISBN 9780857007421